# Semantic Web Services
Unter Semantic Web Services (SWS) versteht man Webservices, die über ihre rein syntaktische Schnittstellenbeschreibung hinaus mit semantischen Inhalten angereichert werden, um ihr Auffinden (Discovery), Auswählen (Selection), Ausführen (Invocation) und ihre Komposition mit anderen sowie diverse andere Aspekte zu erleichtern.
Dabei kommen Techniken aus dem Bereich des Semantic Web zum Einsatz. Erst die Zusammenführung dieser Techniken mit denen der bisherigen Web Services ermöglichen die Realisierung der Vision des Semantic Web. Es unterscheidet sich, wie von Tim Berners-Lee schon 1998 ausgemalt, vom bisherigen World Wide Web durch eine Weiterentwicklung in der Automation (Webservices) sowie in der Anreicherung von Informationen mit Bedeutung (Semantik).

## Spezifikationen im Umfeld der SWS
- OWL-S
- SAWSDL
- WSML (und dazu WSMO)
- RBSLA (basierend auf RuleML)

## Projekte
- Adaptive Services Grid (ASG)
- Data, Information, and Process Integration (DIP)
- SemanticGov
- Rule Based Service Level Agreements (RBSLA)